# Vadim Glowna
Vadim Glowna (Eutin (Alemanya, 26 de setembre de 1941 - Berlín, 24 de gener de 2012) és un actor i director alemany.

## Filmografia

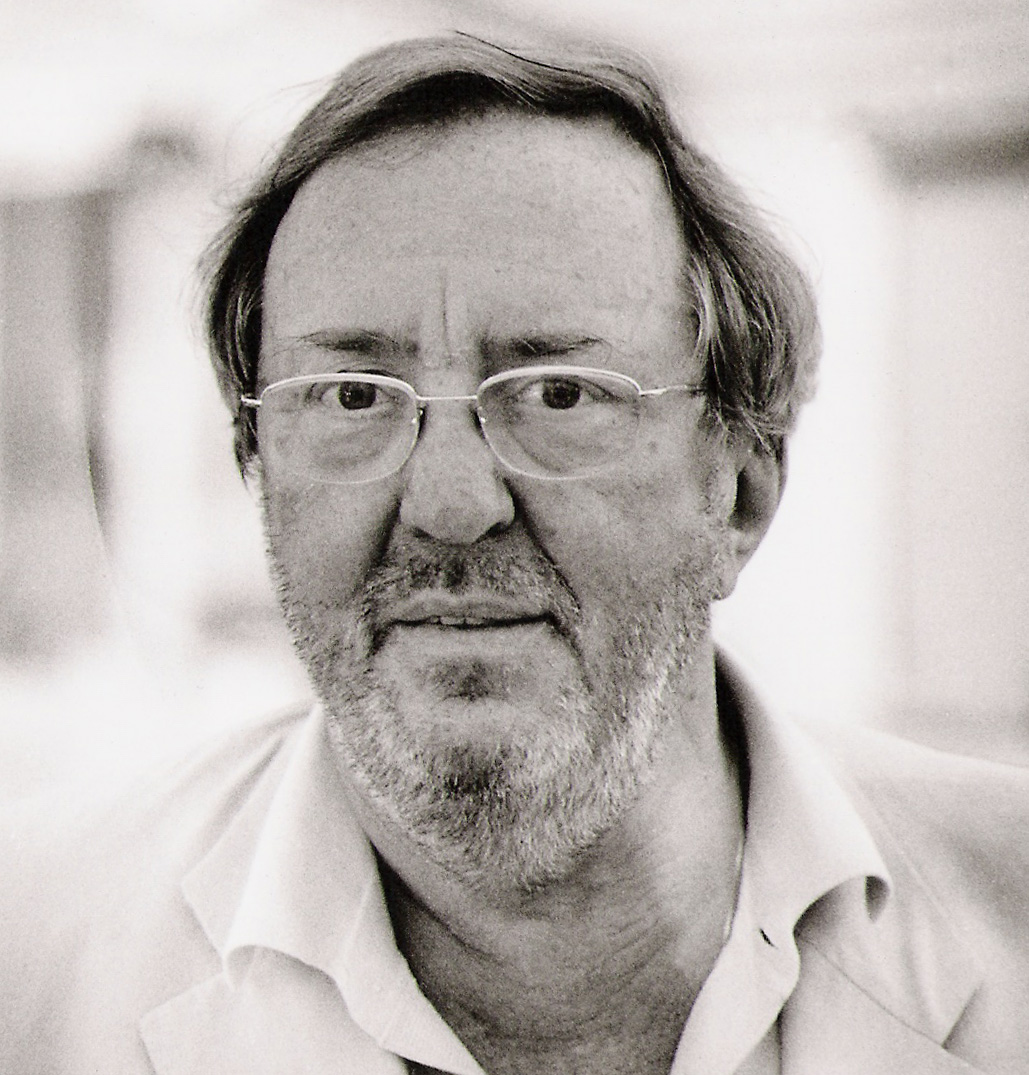
Vadim Glowna (1941-2012)

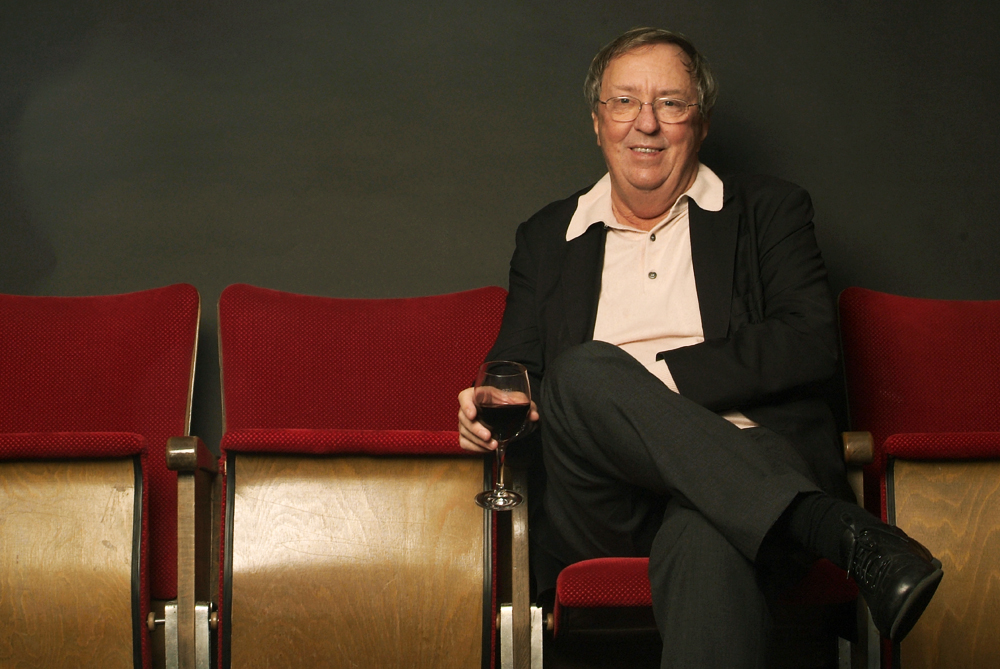
Vadim Glowna el 2007

### Com a actor
- 1943: Immensee de Veit Harlan: Baby
- 1964: Der Spaßvogel (TV) de Peter Zadek
- 1965: Held Henry de Peter Zadek i Heribert Wenk
- 1965: Im Schatten einer Großstadt (TV) de Johannes Schaaf: Johnny
- 1966: Frühlings Erwachen (TV) de Peter Zadek
- 1967: Verbrechen va posar Vorbedacht (TV) de Peter Lilienthal: Anton Katz
- 1968: Liebe und so weiter de George Moorse
- 1968: Tramp oder der einzige und unvergleichliche Lenny Jacobsen (TV) de Peter Lilienthal: Guido
- 1969: Horror (TV) de Peter Lilienthal: Alex
- 1969: Reise nach Tilsit (TV) de Günter Gräwert
- 1970: 11 Uhr 20 (fulletó TV) (1 episodi) de Wolfgang Becker: Lassowski
- 1970: Gezeiten (TV) de Eberhard Fechner
- 1970: Die Gartenlaube (TV) de Wolfgang Staudte: Ferdinand
- 1970: Opfer (TV) de Pete Ariel: Michael Hoppe
- 1970: Recht oder Unrecht (sèrie TV)
- 1971: Leb wohl, Judes (TV)
- 1971: El Mort de la Tamise (Die Tote aus der Themse) de Harald Philipp: David Armstrong
- 1971: Die Nacht von Lissabon (TV): Der Mann
- 1971: Biskuit (TV): Roschkott
- 1974: Ermittlungen gegen Unbekannt (TV): Herbert Lang
- 1974: Ulla oder Die Flucht in die schwarzen Wälder (TV)
- 1975: Polly oder Die Bataille am Bluewater Creek (TV)
- 1975: Ein Deutsches Attentat (TV): August Reinsdorf
- 1976: Cuore di cane: Schwonder
- 1976: Police Python 357: L'inspector Abadie
- 1976: Sladek oder Die schwarze Armee (TV): Franz
- 1977: Die Brüder
- 1977: Cross of Iron: Gefreiter Kern
- 1977: Gruppenbild mit Dame: Erhard Schweigert
- 1977: Zeit der Empfindsamkeit (TV)
- 1977: Der Hauptdarsteller: Max Schneider
- 1978: Der Schneider von Ulm: Kaspar Fesslen
- 1978: L'Alemanya en tardor
- 1978: Das Verschollene Inka-Gold (TV): Brian Jones
- 1978: Freddie Türkenkönig (TV)
- 1979: Geschichten aus dem Wienerwald: Confessor
- 1979: Bloodline: Dr. Joeppli
- 1980: Monitor: Mann
- 1980: The Martian Chronicles (fulletó TV): Sam Hinkston
- 1980: La Mort en directe: Harry Greus
- 1981: Exil" (fulletó TV): Fritz Benjamin
- 1981: Desperado City: Paul
- 1981: Polnischer Sommer (TV)
- 1982: Limuzyna Daimler-Benz: German Consul von Ziegler
- 1982: Feine Gesellschaft - beschränkte Haftung: Raimund
- 1983: Dies rigorose Leben: Bräutigam
- 1983: Ediths Tagebuch: Paul Baumeister
- 1984: Ein Fliehendes Pferd (TV): Helmut Halm
- 1984: Rok spokojnego słońca, de Krzysztof Zanussi: Herman
- 1984: Blaubart (TV): Doktor Felix Schaad
- 1986: Das Totenreich (TV)
- 1986: Tarot
- 1987: Operation Ypsilon de Peter Kassovitz: Otchenko
- 1987: Teufels Paradies, Des: Kapitän Davidson
- 1988: Lucas läßt grüßen (TV)
- 1988: Er - Sie - Ets
- 1988: Drei D: Prüfungskommission (Jurat)
- 1988: Wherever You Are…: professor alemany
- 1989: L'assassina: Gambrini
- 1989: Das Milliardenspiel (fulletó TV): Zurstiege
- 1989: Georg Elser - Einer aus Deutschland: Kaufmann
- 1990: Projekt Aphrodite (TV)
- 1990: Die Spitzen der Gesellschaft
- 1990: Dies tranquils a Clichy
- 1990: Das Zweite Leben (TV): Donald Anders
- 1991: Scheidung a la carte (TV): Paul
- 1991: Tàndem (TV): Rudolf
- 1991: Extralarge: Miami Killer (TV): Silveth
- 1991: Die Bank ist nicht geschädigt (TV): Passack
- 1992: Mandelküsschen (TV): Herbert
- 1992: Verflixte Leidenschaft (TV): Ludwig (segment "Fata Morgana")
- 1993: Die Skrupellosen - Hörigkeit dels Herzens (TV)
- 1993: Im Himmel hört Dich niemand weinen
- 1994: 1945 (TV): Schönauer
- 1994: Das Gläserne Haus (TV)
- 1995: Inka Connection (fulletó TV): Dr. Simon
- 1995: Heimliche Zeugen (TV)
- 1997: Ein Mord für Quandt - Pech und Schwefel (TV): Christian Wunder
- 1997: Solomon (TV): King Hiram
- 1998: Das Datum: Der Tätowierer
- 1998: Das Elfte Gebot (TV): Wolf
- 1998: To wszawe nagie zycie (TV)
- 1998: Candy: Schulz
- 1999: Dunckel (TV): Karl Dunckel
- 1999: Todsünden - Die zwei Gesichter einer Frau (TV): Gregor Altmann
- 2000: Die Unberührbare: Bruno
- 2000: Kalt ist der Abendhauch: Eberhard Hoffmann
- 2000: Les Misérables (minisèrie de TV): Fauchelevent
- 2001: Viktor Vogel, director artístic (Viktor Vogel - Comercial): Werner Stahl
- 2001: Endstation Tanke: Neumann
- 2001: Suck My Dick: Hermann / Galerist
- 2001: Verbotene Küsse (TV): Garwitz
- 2001: Planet der Kannibalen: Kannibale Oskar Wagenknecht
- 2002: Dienstreise - Was für eine Nacht (TV): Rocco
- 2002: In der Mitte eines Lebens (TV): Ernst Esche
- 2002: Baader: Kurt Krone
- 2003: Der Alte Affe Angst: Klaus
- 2003: Sternzeichen: Kanzleichef
- 2003: Schwabenkinder (TV): Vater
- 2003: Mutter Coratge und ihre Kinder (TV): Der Koch
- 2003: Mein Name ist Bach: Johann Sebastian Bach
- 2004: Die Rückkehr dels Vaters (TV): Heinrich Giese
- 2004: Agnes und seine Brüder: Günther Tschirner
- 2004: Die Rosenzüchterin (TV): Julien Lacroix
- 2005: Mutterseelenallein: Anwalt
- 2006: Lapislazuli - Im Auge dels Bären: Einsiedler
- 2006: Quatre Minuts: Gerhard von Loeben
- 2006: Das Haus der schlafenden Schönen: Edmond
- 2011: Borgia (sèrie TV): Jorge da Costa

### Com a director
- 1981: Desperado City
- 1983: Dies rigorose Leben
- 1984: Tschechow in meinem Leben
- 1987: Teufels Paradies, Des
- 1992: Tages irgendwann, Eines
- 1992: Der Brocken
- 1995: Eine Frau wird gejagt (TV)
- 1998: Der Schnapper: Blumen für den Mörder (TV)
- 2006: Das Haus der schlafenden Schönen

### Altre
Vadim Glowna realitza igualment episodis de la sèrie policíaca alemanya Der Alte des de 1996.
- 1996: Die Spur dels Todes
- 1997: Der Mordauftrag
- 1998: Der Mann va posar dem Hund
- 1998: Tod eines Freundes
- 1999: Im Angesicht dels Todes
- 1999: Die Wahrheit ist der Tod
- 2002: Fahrlässige Tötung
- 2006: Tod eines Mandanten
- 2006: Tödliches Schweigen
- 2007: Tag der Rache
- 2008: Tot und vergessen
- 2008: Die Nacht kommt schneller als du denkst
- 2008: Wiedersehen mit einer Toten
- 2008: Das Dunkel hinter Deiner Tür
- 2009: Tod auf dem Großmarkt
- 2009: Allein in die Nacht
- 2009: Ich muss dich opfern
- 2010: Tod im Tierpark

Episodis de la sèrie policíaca alemanya Siska de 1998.
- 1998: Tod einer Würfelspielerin
- 1999: Regen in Wimbledon
- 2000: Laufsteg ins Verderben
- 2007: Der unbekannte Feind
- 2007: Keiner von uns Dreien
- 2008: Schwer wie die Schuld

### Premis i nominacions
- Càmera d'or al Festival de Canes 1981 per a Desperado city